# Archiv für Papyrusforschung

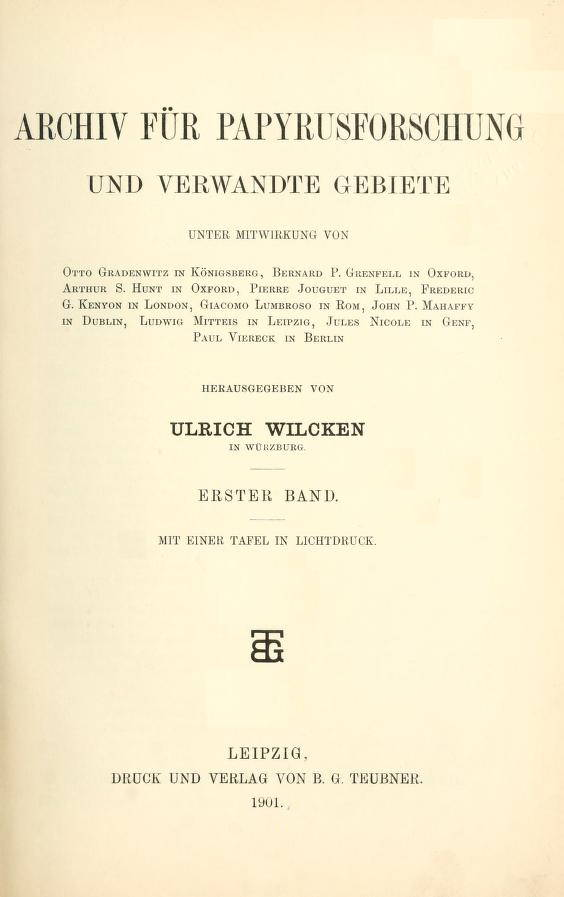
Titelblatt des ersten Bandes 1901

Das Archiv für Papyrusforschung und verwandte Gebiete (Abk. APF; AfP; ArchPap) ist eine altertumswissenschaftliche Fachzeitschrift auf dem Gebiet der Papyrologie.
Das Archiv für Papyrusforschung ist die älteste Zeitschrift ihrer Art weltweit. Sie wurde 1901 von Ulrich Wilcken begründet. Aufgrund verschiedener Umstände, etwa der beiden Weltkriege, erschien sie zunächst relativ unregelmäßig. Zwischen 1901 und 1941 wurden nur 14 Bände veröffentlicht, zwischen 1942 und 1952 gar kein Band. Zunächst erschien die Zeitschrift im Leipziger B. G. Teubner Verlag, seit den 1950er Jahren im Stuttgarter Zweig des nach dem Zweiten Weltkrieg zweigeteilten Unternehmens. Seit Band 45 (1999) erschien die Zeitschrift im K. G. Saur Verlag, mittlerweile im Verlag Walter de Gruyter. Publikationssprachen sind Deutsch, Englisch, Französisch und Italienisch.
Die heutigen Herausgeber sind Jean-Luc Fournet, Bärbel Kramer, Wolfgang Luppe, Herwig Maehler, Brian McGing, Günter Poethke, Fabian Reiter und Sebastian Richter. Das Archiv für Papyrusforschung wird in Kooperation mit den Staatlichen Museen zu Berlin publiziert. Die Zeitschrift enthält Aufsätze, jedoch keine Rezensionen. Dafür werden in sogenannten Referaten in den Teilbereichen wie Christliche Texte, Juristische Texte oder Drama thematische Komplexe von neuer Literatur vorgestellt. Zusätzlich zur Zeitschrift erscheinen Beihefte.